# Хейер, Мелькер
Мелькер Юнатан Хейер (швед. Melker Jonathan Heier; род. 8 мая 2001) — шведский футболист, полузащитник клуба «Сириус».

## Клубная карьера
Начинал заниматься футболов в клубе «Хельярп». В девятилетнем возрасте переехал с семьей в Ландскруну, где в течение двух лет занимался в «Вормо». Затем попал в молодёжную структуру «Ландскруны», в которой дорос до взрослой команды. В июне 2020 года подписал первый профессиональный контракт с клубом, рассчитанный на полтора года. 9 августа дебютировал за основной состав в матче первого дивизиона с «Линчёпингом», появившись на поле в середине второго тайма.
28 января 2023 года перешёл в «Сириус», заключив с клубом контракт на пять лет. Первую игру за новый клуб провёл 19 февраля 2023 года в матче группового этапа кубка страны с «Оскарсхамном». В чемпионате Швеции дебютировал 22 апреля в матче с «Кальмаром», появившись на поле в стартовом составе.

## Клубная статистика
| Выступление      | Выступление      | Выступление      | Лига | Лига | Кубки | Кубки | Конт. кубки | Конт. кубки | Итого | Итого |
| Клуб             | Лига             | Сезон            | Игры | Голы | Игры  | Голы  | Игры        | Голы        | Игры  | Голы  |
| ---------------- | ---------------- | ---------------- | ---- | ---- | ----- | ----- | ----------- | ----------- | ----- | ----- |
| Ландскруна       | Дивизион 1       | 2020             | 4    | 0    | 1     | 0     | 0           | 0           | 5     | 0     |
| Ландскруна       | Суперэттан       | 2021             | 15   | 2    | 3     | 0     | 0           | 0           | 18    | 2     |
| Ландскруна       | Суперэттан       | 2022             | 28   | 2    | 4     | 1     | 0           | 0           | 32    | 3     |
| Ландскруна       | Итого            | Итого            | 47   | 4    | 8     | 1     | 0           | 0           | 55    | 5     |
| Сириус           | Алльсвенскан     | 2023             | 9    | 0    | 3     | 1     | 0           | 0           | 12    | 1     |
| Сириус           | Итого            | Итого            | 9    | 0    | 3     | 1     | 0           | 0           | 12    | 1     |
| Всего за карьеру | Всего за карьеру | Всего за карьеру | 56   | 4    | 11    | 2     | 0           | 0           | 67    | 6     |